# Boscheln
Boscheln ist der südöstlichste Stadtteil von Übach-Palenberg im Kreis Heinsberg. Zu Beginn der 1920er Jahre entstand hier eine Bergmannssiedlung für die im benachbarten Baesweiler liegende Grube Carl Alexander.

## Geschichte
Am 31. Dezember 2015 lebten in Boscheln 4650 Personen. 

## Religion

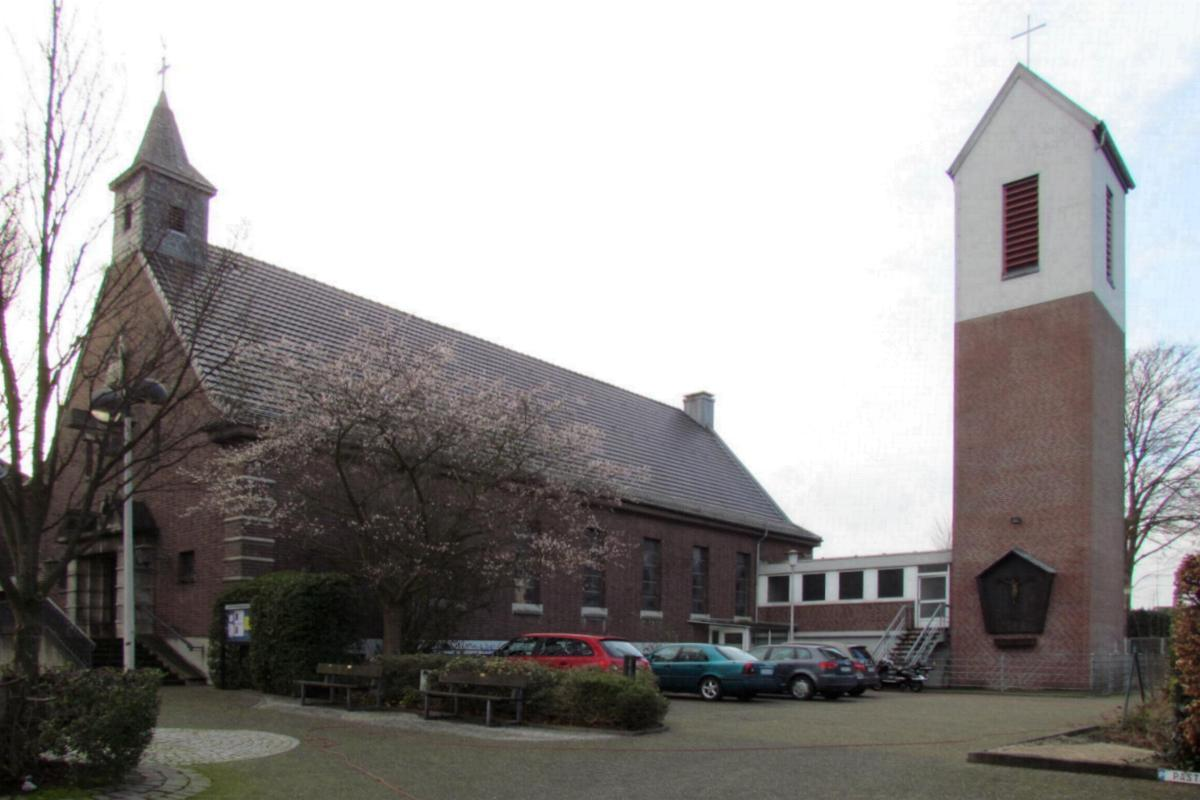
Kirche St. Fidelis Boscheln

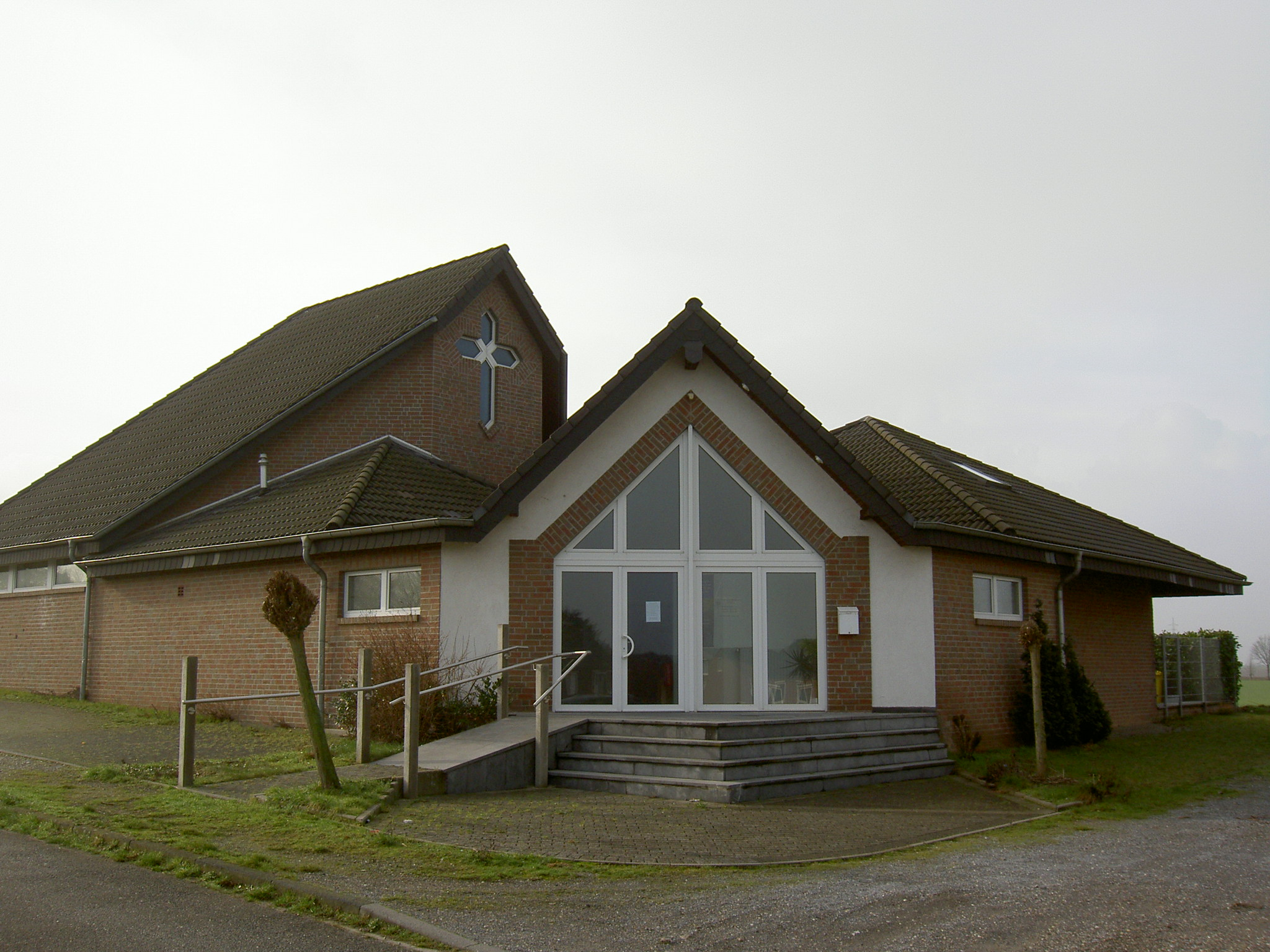
Apostolische Gemeinde Übach-Palenberg

Der Patron der katholischen Kirche ist St. Fidelis. Diese Kirche entstand 1929–30 nach Plänen des Kölner Architekten Edmund Bolten und war die ersten 20 Jahre als Rektoratskirche Bestandteil der Übacher Pfarre. Seit 1951 ist St. Fidelis selbstständige Pfarre.
Die evangelische Kreuzkirche wurde 1953 erbaut und ist seit 2011 im Besitz der Evangelisch-Freikirchlichen Gemeinde. Des Weiteren sind in Boscheln die Apostolische Gemeinschaft mit einem Gemeindezentrum auf der Blumenstraße und die Neuapostolische Kirche mit einer Kirche vertreten.

## Infrastruktur
Boscheln verfügt über eine Gemeinschaftsgrundschule und ein Altenheim. Die Gemeinschaftshauptschule wurde aufgelöst.
Die 1950 gegründete Löschgruppe Boscheln ist eine der vier Einheiten der Freiwilligen Feuerwehr Übach-Palenberg.

## Vereine

### Sportverein
Der örtliche Sportverein VfL Boscheln hat mehrere Abteilungen. Die 1. Mannschaft der größten Abteilung des Vereins, die der Fußballabteilung, spielte zu besten Zeiten in der Landesliga. Während der Jahrtausendwende war der Verein kurzzeitig wieder in der Bezirksliga vertreten, seitdem begann jedoch ein radikaler Abstieg, so dass die 1. Mannschaft zeitweise nur in der Kreisliga B spielte. Seit der Saison 2007/08 spielt der VFL wieder in der Kreisliga A. Seine Heimspiele trägt der VfL auf der Glück-auf-Kampfbahn in Boscheln aus, auf der sich sowohl ein Aschen- sowie ein Rasenplatz befinden. Zudem ist noch ein Taekwondo Verein vertreten, wessen Training in der Sporthalle der Gemeinschafts-Grundschule stattfindet. In früheren Zeiten war auch noch die Abteilung Ringen vertreten, aus dieser entstand der Verein VfL Boscheln ursprünglich.

### Schützenverein
Die St. Rochus Schützenbruderschaft Boscheln wurde im Jahre 1880 gegründet und ist ein eingetragener Verein. Sie gehört zum Bezirksverband Geilenkirchen im Diözesanverband Aachen und ist Mitglied des Bundes der Historischen Deutschen Schützenbruderschaften (BHDS). Die Jungschützenabteilung gehört seit Jahrzehnten mit über 20 Schülern und Jugendlichen zu den stärksten Jugendabteilungen im Bezirksverband Geilenkirchen und gehört dem Bund der St. Sebastianus Schützenjugend (BdSJ), dem Jugendverband des BHDS, an. Das Schützenheim befindet sich hinter der katholischen Kirche an der Roermonder Straße und ist Treffpunkt des Vereines. Hauptevent ist das jährliche Schützenfest, welches immer am Wochenende um den letzten Sonntag im August um das Schützenheim stattfindet.

## Verkehr

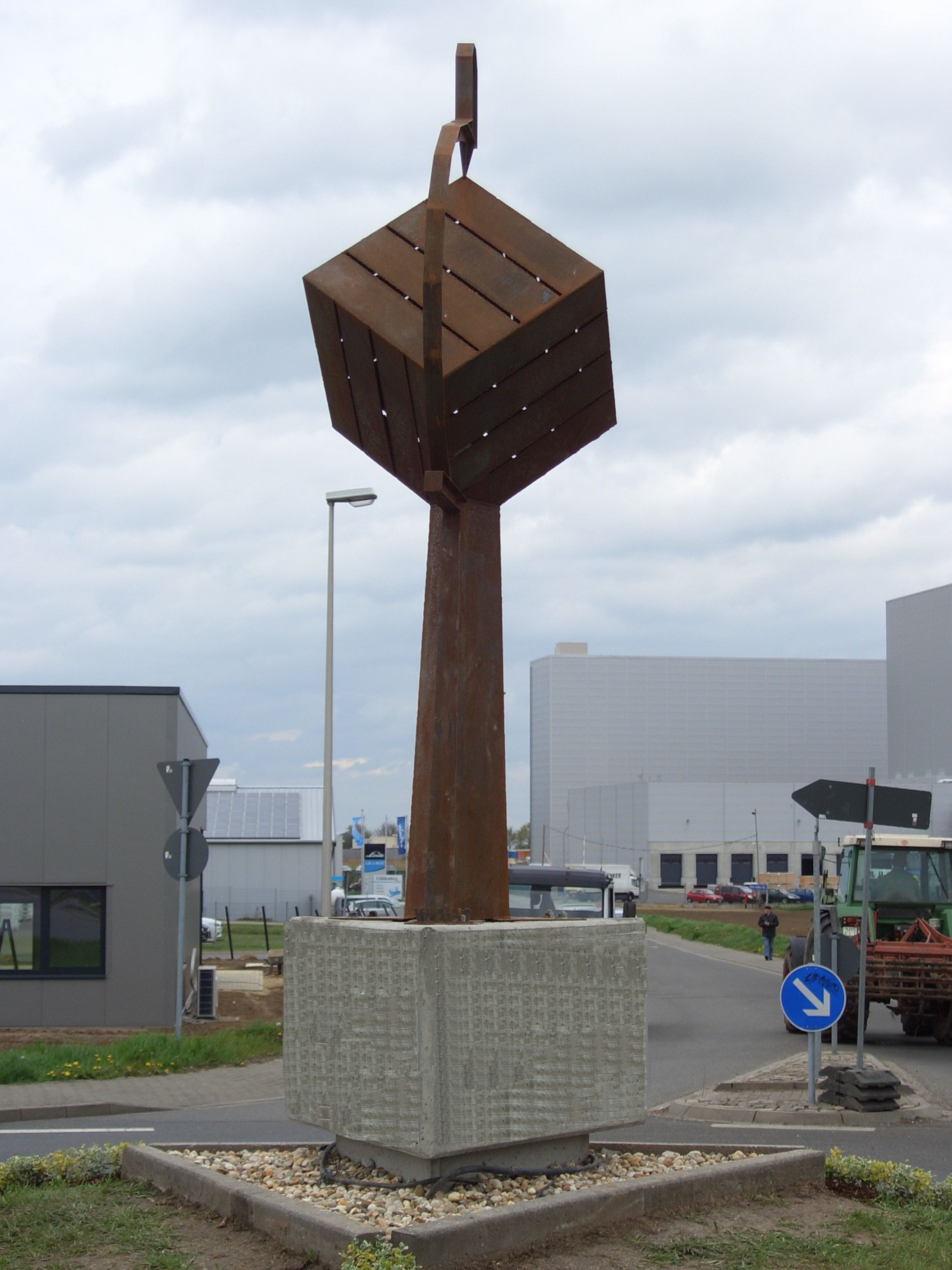
Willi Arlt, Skulptur Heute – Symbiose aus Gestern und Morgen, 2012, Corten-Stahl

Der nächste Bahnhof ist Übach-Palenberg an der Bahnstrecke Aachen–Mönchengladbach. Die nächste Anschlussstelle ist „Alsdorf“ an der A 44.
Die AVV-Buslinien 21 der ASEAG sowie 430, 431, 433 und ÜP1 der WestVerkehr verbinden Boscheln mit allen weiteren Stadtteilen sowie mit Aachen, Alsdorf, Baesweiler, Geilenkirchen und Herzogenrath. Abends und am Wochenende kann außerdem der MultiBus angefordert werden. Zusätzlich verkehrt in den Nächten vor Samstagen sowie Sonn- und Feiertagen die Nachtexpresslinie N3 der ASEAG.
| Linie | Betreiber | Verlauf |
| ----- | --------- | --- |
| 21    | ASEAG     | Lintert Friedhof – Burtscheid – Aachen Hbf – Misereor – Elisenbrunnen – Aachen Bushof – Ludwig Forum – Talbot – Haaren – Würselen – Morsbach – Bardenberg – (Pley –) Niederbardenberg – Herzogenrath Bf – Ritzerfeld – Merkstein – Boscheln – Holthausen – Übach – Palenberg – Palenberg Bf                                                            |
| 430   | west      | Herzogenrath Bf – Ritzerfeld – Merkstein – Boscheln – Übach – Palenberg – Palenberg Bf |
| 431   | west      | Geilenkirchen Bf – Frelenberg – Zweibrüggen – Marienberg – Palenberg Bf – Palenberg – Übach – Boscheln – Baesweiler |
| 433   | west      | Palenberg Bf – Palenberg – Übach – Boscheln – Alsdorf-Annapark |
| ÜP1   | west      | Frelenberg – Palenberg Bf – Palenberg – Übach – Boscheln |
| N3    | ASEAG     | Nachtexpress: nur in den Nächten vor Samstagen sowie Sonn- und Feiertagen Elisenbrunnen – Aachen Bushof (→ Ludwig Forum → Haaren → Verlautenheide → Würselen → Morsbach → Bardenberg → / ← Eurogress ← Berensberg ← Rumpen ← Kohlscheid Markt ← Klinkheide ← Pannesheide ← Straß ←) Herzogenrath Bf – Ritzerfeld – Merkstein (← Boscheln ← Holthausen) |